# Pristicerops infractorius
Pristicerops infractorius är en stekelart som först beskrevs av Carl von Linné 1761.  Pristicerops infractorius ingår i släktet Pristicerops och familjen brokparasitsteklar. Arten är reproducerande i Sverige. Inga underarter finns listade i Catalogue of Life.